# Blood in My Eye
Blood in My Eye é o quinto álbum de estúdio do rapper Ja Rule, lançado em 4 de novembro de 2003 através das gravadoras Murder Inc. e Def Jam Recordings. Ele foi produzido com o principal intuito de atacar seus inimigos na época, 50 Cent, Eminem, D12, Dr. Dre, DMX,Busta Rhymes e G-Unit.

## Faixas
1. "Murder Intro" – 0:26
2. "The Life" (feat. Hussein Fatal, Caddillac Tah & James Gotti) – 4:35
3. "Clap Back" – 4:56 - #44 US, #9 UK
4. "The Crown" (feat. Sizzla)– 3:45
5. "Kay Slay" (skit) – 0:18
6. "Things Gon' Change/2 Punk Ass Quarters (Skit)" (feat. Black Child, Young Merc & D.O. Cannons) / "2 Punk Ass Quarters" (skit) – 4:01
7. "Race Against Time II" – 3:53
8. "Bobby Creep" (skit) – 0:44
9. "Niggas & Bitches" – 4:34
10. "The INC Is Back" (feat. Shadow, Sekou 720 & Black Child) – 5:22
11. "Emo" (skit) – 1:13
12. "Blood in My Eye" (feat. Hussein Fatal) – 2:25
13. "It's Murda" (Freestyle Diss to Proof) (feat. Hussein Fatal) – 3:36
14. "The Wrap" (Freestyle) (feat. Hussein Fatal)– 5:09

| Críticas profissionais                                                      | Críticas profissionais |
| Avaliações da crítica                                                       | Avaliações da crítica  |
| Fonte                                                                       | Avaliação              |
| --------------------------------------------------------------------------- | ---------------------- |
| Allmusic                                                                    | [ 2 ]                  |
| Rolling Stone                                                               | [ 3 ]                  |
| RapReviews                                                                  | [ 4 ]                  |
| Esta tabela precisa de ser acompanhada por texto em prosa. Consulte o guia. |                        |

## Paradas musicais
| Parada (2003)                         | Posição topo |
| ------------------------------------- | ------------ |
| U.S. Billboard 200                    | 6            |
| U.S. Billboard Top R&B/Hip-Hop Albums | 1            |
| UK Albums Chart                       | 51           |
| German Albums Chart                   | 98           |
| Australian Albums Chart               | 79           |